# イワン・セチェノフ

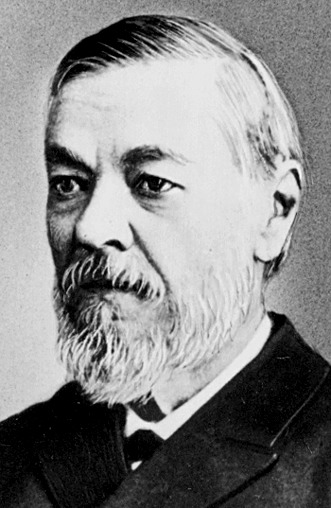
イワン・セチェノフ

イワン・ミハイロヴィチ・セチェノフ（ロシア語: Ива́н Миха́йлович Се́ченов, ラテン文字転写:  Ivan Mikhailovitch Sechenov 、1829年 8月13日（ユリウス暦8月1日）- 1905年 11月15日 （ユリウス暦11月2日））は、ロシアの生理学者、心理学者、医師。「ロシア生理学の父」と称された。心理活動の条件となる生物学的メカニズムを解明することにより、大脳生理学および実験心理学双方の基礎を形成した。中枢制止を発見した。また、空間と時間の知覚における運動と運動感覚の役割の研究から、子どもの精神発達における運動感覚の重要な意義を解明した。

## 生涯
テプリスタン出身。1848年、ペテルブルクの工兵士官学校を卒業。工兵士官となるが、のちにモスクワ大学医学部に入学。卒業後、三年間の外国留学。1863年、最初の研究「脳の反射」を発表。1866年、『脳の反射』を単行本として出版。ペテルブルクの外科医専門学校で生理学を研究し、教鞭をとったが、その主張は唯物主義的かつ反体制的と見做され、官憲から圧迫を受けるようになり、メンデレーエフの研究室、オデッサの新ロシア大学、ペテルブルク、モスクワを転々とした。

## 論文
- 「誰がどのように心理学を研究すべきか」（1873年）

## 著書
- 『脳の反射』（1866年）
- 『心理学試論』（1873年）
- 『思考の要素』（1878年）（邦訳：柴田義松訳、明治図書出版、1964年）
- 『イワン・ミハイロヴィチ・セチェノフ選集』（1952年）